# Santuario di Hie
Il Santuario di Hie è un santuario shintoista situato nel quartiere di Akasaka, a Minato, Tokyo e dista poche centinaia di metri dalla Dieta nazionale del Giappone.
Il santuario è dedicato a Oyamakui-no-kami, il Kami della montagna che risiede sul monte Hiei vicino a Kyoto.

## Storia

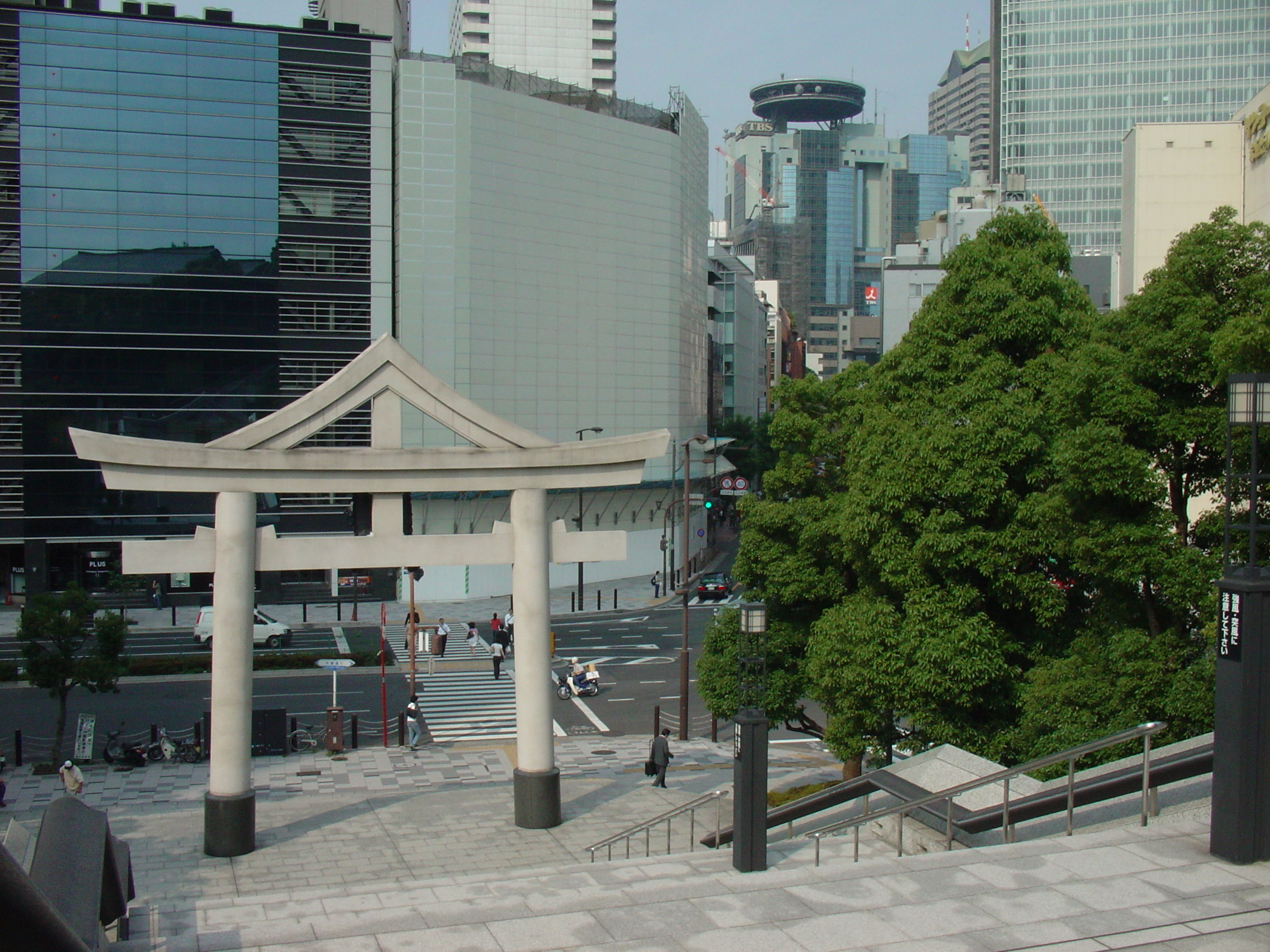
Torii d'ingresso per il santuario

Venne costruito nel 1478 in protezione del castello di Edo. Il Santuario si trovava all'interno del Castello di Edo, ma poi venne spostato nel 1607 per permettere ai fedeli di pregare all'interno.
Venne distrutto in due occasioni: durante un incendio nel 1657 e nel 1945 per mano dei bombardamenti americani durante la seconda guerra mondiale.

## Matsuri
A metà giugno di ogni anno si tiene il Sannō Matsuri, uno dei festival più importanti della capitale giapponese.
Il festival nacque durante il Periodo Edo (1603-1868), sotto lo Shogunato Tokugawa.